# Montelibretti
Montelibretti – miejscowość i gmina we Włoszech, w regionie Lacjum, w prowincji Rzym.
Według danych na rok 2004 gminę zamieszkiwało 4518 osób, 102,7 os./km².